# Expensive Tissue Hypothesis
Die Expensive Tissue Hypothesis (deutsch etwa: Hypothese des teuren Gewebes) ist ein Erklärungsansatz aus der Paläoanthropologie, Anthropologie und Evolutionsbiologie. Sie wird den Forschern Leslie Aiello und Peter Wheeler (1995) zugeschrieben und besagt, dass sich im Laufe der Entwicklung des menschlichen Gehirns anderes Gewebe zurückbilden musste, um eben diese Entwicklung des Menschen zu ermöglichen. Die These wurde vergleichsweise schnell aufgegriffen und in der populärwissenschaftlichen Literatur oft verkürzt als die Ansicht wiedergegeben, dass dem Kochen oder dem Fleischkonsum eine bedeutende Rolle in der Stammesgeschichte des Menschen zukam. Auch die Paläodiät, die den Menschen das Verzehren von großen Mengen Fleisch zuschreibt, erlebte eine kurze Renaissance und verwendete die These als ihren argumentativen Unterbau.
Der Anteil des Gehirns des Menschen an der Körpermasse ist im Vergleich zu anderen Taxa relativ groß (→ Enzephalisationsquotient). Außerdem setzt das Gehirn, verglichen mit anderem Gewebe, relativ viel Energie um. Man sagt daher, dass es ‚teures Gewebe‘ sei. Weil laut Kleibers Gesetz der energetische Grundumsatz eines Organismus durch die Körpermasse nach oben hin beschränkt ist, haben Aiello und Wheeler vermutet, dass im Laufe der Evolution des Menschen ein Abtausch stattgefunden habe zwischen der weiteren Ausbildung des Gehirns und einem anderen ‚teuren‘ Gewebe. In einer Betrachtung verschiedener Möglichkeiten entwickelten sie dann die Ansicht, dass das Gewebe des Verdauungsapparats am ehesten für diesen Abtausch in Frage komme.
Obwohl die empirische Grundlage für ihre intuitive Erklärung von Anfang an eher dünn war, wurde sie vergleichsweise schnell relativ breit akzeptiert. Die ersten Daten an Fischen konnten die These auch bestätigen und in der Molekularbiologie wurde die Untersuchung einer Verbindung zwischen Enzephalisation und der Konzentration von carbonischer Anhydrase II, ein Verdauungsenzym, begonnen und zur weiteren Erforschung vorgeschlagen. Spätere Untersuchungen an Fledermäusen, Vögeln und Neuweltaffen unterstellten aber Gegenteiliges.
Ein Forscherteam der Universität Zürich veröffentlichte 2011 in Nature die bisher (Stand März 2012) umfangreichste Studie zur These. Sie untersuchten darin 100 Arten, darunter 24 Primatenarten, und verwarfen die These in der Folge. Ein Abtausch zwischen Hirngewebe und anderen Geweben, wie ihn die Hypothese vorhersagt, findet in der Praxis nicht statt. Sie schlagen stattdessen vor, dass die Entwicklung des Hirns überwiegend durch den Vorteil, bessere Entscheidungen in komplexeren Situationen treffen zu können, ermöglicht worden sei (sog. Cognitive Buffer Hypothesis). Die Fähigkeit, Fettgewebe anzulegen und zu verwerten, in Kombination mit dem aufrechten Gang, war außerdem eine effiziente Strategie gegen Perioden der Nahrungsknappheit.

## Belege
1. 1 2  L.C. Aiello, P. Wheeler: The expensive-tissue hypothesis: the brain and the digestive system in human and primate evolution. In: Current Anthropology. 36. Jahrgang, Nr. 2, 1995, S. 199–221 (englisch, archive.org [PDF]).
2. ↑  Siehe z. B. C. Joyce:  Food For Thought: Meat-Based Diet Made Us Smarter In: NPR.org, 2. August 2010 (englisch).  oder auch J. Reichholf, Gespräch mit K. Heise:  Biologe: Der Mensch braucht Fleisch In: Deutschlandradio Kultur, 2011 (englisch). 
  - R. Wrangham: Catching Fire: How Cooking Made Us Human. Basic Books, 2009, ISBN 0-465-01362-7 (englisch). bzw. Feuer fangen: Wie uns das Kochen zum Menschen machte – eine neue Theorie der menschlichen Evolution. Deutsche Verlags-Anstalt, 2009, ISBN 3-421-04399-X (englisch).
3. ↑  Siehe z. B. „thepaleodiet.com“ oder „urgeschmack.de“
4. ↑  L.C. Aiello: Brains and guts in human evolution: The Expensive Tissue Hypothesis. In: Brazilian Journal of Genetics. 20. Jahrgang, Nr. 1, 1997, doi:10.1590/S0100-84551997000100023 (englisch, scielo.br).
5. 1 2  L.C. Aiello, N. Bates, T. Joffe: In defense of the expensive tissue hypothesis. In: Evolutionary anatomy of the primate cerebral cortex. 2001, S. 57–78 (englisch).
6. ↑  R. Potts, others: Environmental hypotheses of hominin evolution. In: American journal of physical anthropology. 107. Jahrgang, s 27, 1998, S. 93–136 (englisch, archive.org [PDF]).
7. ↑  J.A. Kaufman: On the Expensive-Tissue Hypothesis: Independent Support from Highly Encephalized Fish. In: Current Anthropology. 44. Jahrgang, Nr. 5, 2003, S. 705–707 (englisch).
  - Claude Marcel Hladik, Patrick Pasquet: Reply to the note of Jason A. KAUFMAN "On the Expensive-Tissue Hypothesis: Independent Support from Highly Encephalized Fish". In: Current Anthropology. 44. Jahrgang, 2003, S. 706–707 (englisch, archives-ouvertes.fr [PDF]).
8. ↑  M. Mau, K.H. Südekum, T.M. Kaiser: Why cattle feed much and humans think much – New approach to confirm the expensive tissue hypothesis by molecular data. In: Bioscience Hypotheses. 2. Jahrgang, Nr. 4, 2009, S. 205–208 (englisch).
9. ↑  K.E. Jones, A.M. MacLarnon: Affording larger brains: testing hypotheses of mammalian brain evolution on bats. In: The American Naturalist. 164. Jahrgang, Nr. 1, 2004, S. E20–E31 (englisch, helsinki.fi (Memento des Originals vom 20. April 2014 im Internet Archive)).
10. ↑  K. Isler, Carel van Schaik: Costs of encephalization: the energy trade-off hypothesis tested on birds. In: Journal of Human Evolution. 51. Jahrgang, Nr. 3, 2006, ISSN 0047-2484, S. 228–243, doi:10.1016/j.jhevol.2006.03.006 (englisch).
11. ↑  K. L. A., R. F. Kay: Dietary Quality and Encephalization in Platyrrhine Primates. In: Proceedings of the Royal Society B: Biological Sciences. 2011, ISSN 0962-8452, doi:10.1098/rspb.2011.1311 (englisch).
12. ↑  K. Isler, C.P. van Schaik: The Expensive Brain: A framework for explaining evolutionary changes in brain size. In: Journal of Human Evolution. 57. Jahrgang, Nr. 4, 2009, ISSN 0047-2484, S. 392–400, doi:10.1016/j.jhevol.2009.04.009 (englisch).
13. ↑  A. Navarrete, C.P. van Schaik, K. Isler: Energetics and the evolution of human brain size. In: Nature. 480. Jahrgang, Nr. 7375, 2011, ISSN 0028-0836, S. 91–93, doi:10.1038/nature10629 (englisch).
14. ↑  D. Sol: Revisiting the Cognitive Buffer Hypothesis for the Evolution of Large Brains. In: Biology Letters. 5. Jahrgang, Nr. 1, 23. Februar 2009, ISSN 1744-9561, S. 130–133, doi:10.1098/rsbl.2008.0621 (englisch, royalsocietypublishing.org).